# Laboulbenia marina
Laboulbenia marina är en svampart som beskrevs av F. Picard 1908. Laboulbenia marina ingår i släktet Laboulbenia och familjen Laboulbeniaceae.   Inga underarter finns listade i Catalogue of Life.